# Maragowdanahalli, Arkalgud
Maragowdanahalli là một làng thuộc tehsil Arkalgud, huyện Hassan, bang Karnataka, Ấn Độ.